# Blue Mud Bay
Blue Mud Bay är en vik i Australien. Den ligger i territoriet Northern Territory, omkring 570 kilometer öster om territoriets huvudstad Darwin.
Savannklimat råder i trakten. Genomsnittlig årsnederbörd är 1 177 millimeter. Den regnigaste månaden är mars, med i genomsnitt 317 mm nederbörd, och den torraste är augusti, med 2 mm nederbörd.